# 三重県教育委員会
三重県教育委員会（みえけんきょういくいいんかい）は、三重県の教育委員会である。

## 概要
三重県内の教育に関する事務を所掌する行政委員会であり、6人の委員で構成される。2022年3月現在の教育長は木平芳定。近年は学力向上、高校改革などの教育改革に取り組んでいる。
広義では、執行機関である教育委員会事務局を含めて、教育委員会と呼ぶこともある。
- 所在地：〒514-8570　三重県津市広明町13番地 三重県庁舎行政棟7階

## 組織
- 教育総務課
- 予算経理課
- 学校防災推進監
- 教育改革推進監
- 教職員課
- 福利・給与課
- 学校施設課
- 市町教育支援・人事担当
- 高校教育課
- 小中学校教育課
- 特別支援教育課
- 学力向上推進監
- 特別支援学校整備推進監
- 生徒指導課
- 人権教育課
- 保健体育課
- 社会教育・文化財保護課
- 子ども安全対策監
- 人権教育監
- 研修企画・支援課
- 研修推進課

## 地域機関
- 三重県立図書館
- 三重県総合博物館
- 三重県立美術館
- 斎宮歴史博物館
- 三重県埋蔵文化財センター
- 三重県立みえ四葉ヶ咲中学校

## 市町村教育委員会
- 津市教育委員会
- 鈴鹿市教育委員会
- 四日市市教育委員会
- 伊勢市教育委員会

## 参考・外部リンク
- 三重県教育委員会